# Draft 1999 de la NFL
1998 2000
La draft 1999 de la NFL est la 64e draft de la National Football League, permettant aux franchises de football américain de sélectionner des joueurs universitaires éligibles pour jouer professionnels. Elle a lieu les 17 et 18 avril 1999, au Madison Square Garden de New York.
Cinq quarterbacks sont sélectionnés au premier tour - Tim Couch, Donovan McNabb, Akili Smith, Daunte Culpepper et Cade McNown - le deuxième plus grand nombre (avec la draft de 2018) après la draft 1983 de la NFL.
Cette draft est également marquée par l'échange Ricky Williams qui voit les Saints de La Nouvelle-Orléans échanger leurs six choix contre le cinquième général des Redskins de Washington afin de pouvoir recruter le running back Ricky Williams. La Nouvelle-Orléans termine avec un bilan de 3-13 après la transaction et Williams connaît des difficultés en tant que rookie, entraînant le limogeage de l'entraîneur-chef des Saints, Mike Ditka, et du directeur général, Bill Kuharich (en).
En date de 2023, 2 joueurs de la draft de la NFL 1999 sont entrés au Pro Football Hall of Fame, soit le running back Edgerrin James et le cornerback Champ Bailey.

## Joueurs sélectionnés
- ° : Intronisé au Pro Football Hall of Fame
- † : Joueur sélectionné pour le Pro Bowl

### Premier tour
| Choix | Équipe NFL                         | Joueur              | Position | Université                        | Notes                         |
| ----- | ---------------------------------- | ------------------- | -------- | --------------------------------- | ----------------------------- |
| 1     | Browns de Cleveland                | Tim Couch           | QB       | Wildcats du Kentucky              |                               |
| 2     | Eagles de Philadelphie             | Donovan McNabb †    | QB       | Orange de Syracuse                |                               |
| 3     | Bengals de Cincinnati              | Akili Smith         | QB       | Ducks de l'Oregon                 |                               |
| 4     | Colts d'Indianapolis               | Edgerrin James °    | RB       | Hurricanes de Miami               |                               |
| 5     | Saints de La Nouvelle-Orléans      | Ricky Williams †    | RB       | Longhorns du Texas                |                               |
| 6     | Rams de Saint-Louis                | Torry Holt †        | WR       | Wolfpack de North Carolina State  | Panthers → Redskins → Rams    |
| 7     | Redskins de Washington             | Champ Bailey °      | CB       | Bulldogs de la Géorgie            | Bears → Redskins              |
| 8     | Cardinals de l'Arizona             | David Boston †      | WR       | Buckeyes d'Ohio State             | Chargers → Cardinals          |
| 9     | Lions de Détroit                   | Chris Claiborne     | LB       | Trojans de l'USC                  |                               |
| 10    | Ravens de Baltimore                | Chris McAlister †   | CB       | Wildcats de l'Arizona             |                               |
| 11    | Vikings du Minnesota               | Daunte Culpepper †  | QB       | Knights de l'UCF                  | Redskins → Vikings            |
| 12    | Bears de Chicago                   | Cade McNown         | QB       | Bruins de l'UCLA                  | Saints → Redskins → Bears     |
| 13    | Steelers de Pittsburgh             | Troy Edwards        | WR       | Bulldogs de Louisiana Tech        |                               |
| 14    | Chiefs de Kansas City              | John Tait           | OT       | Cougars de BYU                    |                               |
| 15    | Buccaneers de Tampa Bay            | Anthony McFarland   | DT       | Tigers de LSU                     |                               |
| 16    | Titans du Tennessee                | Jevon Kearse †      | DE       | Gators de la Floride              |                               |
| 17    | Patriots de la Nouvelle-Angleterre | Damien Woody †      | C        | Eagles de Boston College          | Seahawks → Patriots           |
| 18    | Raiders d'Oakland                  | Matt Stinchcomb     | OT       | Bulldogs de la Géorgie            |                               |
| 19    | Giants de New York                 | Luke Petitgout      | OT       | Fighting Irish de Notre Dame      |                               |
| 20    | Cowboys de Dallas                  | Ebenezer Ekuban     | DE       | Tar Heels de la Caroline du Nord  | Patriots → Seahawks → Cowboys |
| 21    | Cardinals de l'Arizona             | L. J. Shelton       | OT       | Eagles d'Eastern Michigan         |                               |
| 22    | Seahawks de Seattle                | Lamar King          | DE       | Cardinals de Saginaw Valley State | Cowboys → Seahawks            |
| 23    | Bills de Buffalo                   | Antoine Winfield †  | CB       | Buckeyes d'Ohio State             |                               |
| 24    | 49ers de San Francisco             | Reggie McGrew       | DT       | Gators de la Floride              | Dolphins → 49ers              |
| 25    | Packers de Green Bay               | Antuan Edwards      | S        | Tigers de Clemson                 |                               |
| 26    | Jaguars de Jacksonville            | Fernando Bryant     | CB       | Crimson Tide de l'Alabama         |                               |
| 27    | Lions de Détroit                   | Aaron Gibson        | OT       | Badgers du Wisconsin              | 49ers → Dolphins → Lions      |
| 28    | Patriots de la Nouvelle-Angleterre | Andy Katzenmoyer    | LB       | Buckeyes d'Ohio State             | Jets → Patriots               |
| 29    | Vikings du Minnesota               | Dimitrius Underwood | DE       | Spartans de Michigan State        |                               |
| 30    | Falcons d'Atlanta                  | Patrick Kerney †    | DE       | Cavaliers de la Virginie          |                               |
| 31    | Broncos de Denver                  | Al Wilson †         | LB       | Volunteers du Tennessee           |                               |

### Échanges du premier tour
PD = échanges pré-draft D= échanges pendant la draft
1. #5: échanges multiples: #5: Redskins - Panthers (PD): Les Redskins de Washington reçoivent le choix de premier tour de 1999 (# 5-Ricky Williams), le choix de premier tour de 2000 (# 12-Shaun Ellis) des Panthers de la Caroline à titre de compensation pour l'agent libre de franchise Sean Gilbert le 21 avril 1998[5]. #5: Saints - Redskins (D): Les Saints de la Nouvelle-Orléans échangent leur choix de premier tour de 1999 (# 12-Cade McNown), choix de troisième tour de 1999 (# 71-D'Wayne Bates), choix de quatrième tour de 1999 (# 107-Nate Stimson), choix de cinquième tour de 1999 (# 144-Khari Samuel), Choix de sixième tour de 1999 (# 179-Desmond Clark), choix de septième tour de 1999 (# 218-Billy Miller), choix de premier tour de 2000 (# 2-LaVar Arrington), choix de troisième tour de 2000 (# 64-Lloyd Harrison) pour le choix de premier tour 1999 (# 5-Ricky Williams)[3].
2. #7: Redskins - Bears (D): Les Redskins de Washington échangent leur premier choix de 1999 (# 12-Cade McNown), choix de troisième tour de 1999 (# 71-D'Wayne Bates), choix de quatrième tour de 1999 (# 106-Warrick Holdman), choix de cinquième tour de 1999 (# 143-Jerry Wisne), Choix de troisième tour 2000 (# 87-Dustin Lyman) aux Bears de Chicago pour choix de premier tour 1999 (# 7-Champ Bailey)[6].
3. #8: Chargers - Cardinals (PD): Les Cardinals de l'Arizona échangent leur premier choix de 1998 (no 2-Ryan Leaf) avec les Chargers de San Diego pour Eric Metcalf, Patrick Sapp, premier choix de 1998 (no 3-André Wadsworth), choix de deuxième tour de 1998 (# 33-Corey Chavous), choix de premier tour de 1999 (# 8-David Boston)[7].
4. #11: Vikings - Redskins (PD): Les Vikings du Minnesota envoient Brad Johnson aux Redskins pour leur choix de premier tour de 1999 (# 11-Daunte Culpepper), choix de troisième tour de 1999 (# 73-Joey Porter), choix de deuxième tour de 2000 (# 56-Michael Boireau)[8].
5. #12: échanges multiples: #12: Saints - Redskins (D). voir #5: Saints - Redskins[3]. #12: Redskins - Bears (D). voir #7: Bears - Redskins[6].
6. #17: Patriots - Seahawks (D): Les Patriots de la Nouvelle-Angleterre échangent leur premier choix de 1999 (# 20-Ebenezer Ekuban), choix de troisième tour de 1999 (# 82-Karsten Bailey), choix de sixième tour de 1999 (# 191-James Dearth) pour le choix de premier tour de 1999 des Seahawks de Seattle (# 17-Damien Woody)[9].
7. #20: échanges multiples: #20: Patriots - Seahawks (D). voir l#17: Patriots - Seahawks[9]. #20: Seahawks - Cowboys (D). Seattle échange sa sélection du premier tour (#20 - Ebenezer Ekuban) contre des sélections des premier et cinquième tours de Dallas (#22 - Lamar King et #140 - Floyd Wedderburn)[10].
8. #22: Cowboys - Seahawks (D). voir #20 Seahawks - Cowboys[10].
9. #24: 49ers - Dolphins (D): Les 49ers de San Francisco échangent leur premier choix de 1999 (#27-Aaron Gibson), leur choix de cinquième tour de 1999 (#134-Cecil Collins) avec les Dolphins de Miami pour le choix de premier tour de 1999 (#24-Reggie McGrew)[11].
10. #27: échanges multiples. #27: Dolphins - 49ers (D). voir #24 49ers - Dolphins[11]. #27: Lions- Dolphins (D): Les Lions de Détroit échangent leur choix de deuxième tour de 1999 (# 39-J.J. Johnson), choix de troisième tour de 1999 (# 70-Jared DeVries), choix de cinquième tour de 1999 (# 142-Bryan Jones) avec les Dolphins pour leur choix de premier tour de 1999 (# 27-Aaron Gibson)[10].
11. 28: Patriots - Jets (PD): Les Patriots de la Nouvelle-Angleterre reçoivent le choix de troisième tour de 1997 (# 61-Sedrick Shaw), le choix de quatrième tour de 1997 (# 97-Damon Denson), le choix de deuxième tour de 1998 (# 52-Tony Simmons (en)), le choix de premier tour de 1999 (# 28-Andy Katzenmoyer) des Jets de New York à titre de compensation pour l'entraîneur-chef Bill Parcells[12].

### Deuxième tour
Les Chargers de San Diego perdent leur sélection du deuxième tour après avoir sélectionné le defensive tackle Jamal Williams dans la draft supplémentaire de 1998 tout comme les Packers de Green Bay qui ont sélectionné l'offensive guard Mike Wahle en 1998.
| Choix | Équipe                             | Joueur                 | Postes           | Université                              |
| ----- | ---------------------------------- | ---------------------- | ---------------- | --------------------------------------- |
| 32    | Browns de Cleveland                | Kevin Johnson (en)     | Wide receiver    | Orange de Syracuse                      |
| 33    | Bengals de Cincinnati              | Charles Fisher (en)    | Cornerback       | Mountaineers de la Virginie-Occidentale |
| 34    | Panthers de la Caroline            | Chris Terry (en)       | Offensive tackle | Bulldogs de la Géorgie                  |
| 35    | Eagles de Philadelphie             | Barry Gardner (en)     | Linebacker       | Wildcats de Northwestern                |
| 36    | Colts d'Indianapolis               | Mike Peterson (en)     | Linebacker       | Gators de la Floride                    |
| 37    | Redskins de Washington             | Jon Jansen (en)        | Offensive tackle | Wolverines du Michigan                  |
| 38    | Panthers de la Caroline            | Mike Rucker (en) †     | Defensive end    | Cornhuskers du Nebraska                 |
| 39    | Dolphins de Miami                  | J.J. Johnson (en)      | Running back     | Bulldogs de Mississippi State           |
| 40    | Raiders d'Oakland                  | Tony Bryant (en)       | Defensive end    | Seminoles de Florida State              |
| 41    | Rams de Saint-Louis                | Dré Bly †              | Cornerback       | Tar Heels de la Caroline du Nord        |
| 42    | Falcons d'Atlanta                  | Reggie Kelly (en)      | Tight end        | Bulldogs de Mississippi State           |
| 43    | Dolphins de Miami                  | Rob Konrad (en)        | Fullback         | Orange de Syracuse                      |
| 44    | Vikings du Minnesota               | Jimmy Kleinsasser (en) | Fullback         | Fighting Hawks du Dakota du Nord        |
| 45°   | Browns de Cleveland                | Rahim Abdullah (en)    | Linebacker       | Tigers de Clemson                       |
| 46    | Patriots de la Nouvelle-Angleterre | Kevin Faulk            | Running back     | Tigers de LSU                           |
| 47    | Packers de Green Bay               | Fred Vinson (en)       | Cornerback       | Commodores de Vanderbilt                |
| 48    | Bears de Chicago                   | Russell Davis (en)     | Defensive end    | Tar Heels de la Caroline du Nord        |
| 49    | Giants de New York                 | Joe Montgomery (en)    | Running back     | Buckeyes d'Ohio State                   |
| 50    | Buccaneers de Tampa Bay            | Shaun King (en)        | Quarterback      | Green Wave de Tulane                    |
| 51    | Cardinals de l'Arizona             | Johnny Rutledge (en)   | Linebacker       | Gators de la Floride                    |
| 52    | Titans du Tennessee                | John Thornton          | Defensive tackle | Mountaineers de la Virginie-Occidentale |
| 53    | Bills de Buffalo                   | Peerless Price (en)    | Wide receiver    | Volunteers du Tennessee                 |
| 54    | Chiefs de Kansas City              | Mike Cloud             | Running back     | Eagles de Boston College                |
| 55    | Cowboys de Dallas                  | Solomon Page (en)      | Offensive guard  | Mountaineers de la Virginie-Occidentale |
| 56    | Jaguars de Jacksonville            | Larry Smith (en)       | Defensive tackle | Seminoles de Florida State              |
| 57    | Jets de New York                   | Randy Thomas (en)      | Offensive guard  | Bulldogs de Mississippi State           |
| 58    | Broncos de Denver                  | Montae Reagor (en)     | Defensive end    | Red Raiders de Texas Tech               |
| 59    | Steelers de Pittsburgh             | Scott Shields (en)     | Defensive back   | Wildcats de Weber State                 |
| 60    | San Diego Chargers                 | Jermaine Fazande (en)  | Running back     | Sooners de l'Oklahoma                   |
| 61    | Broncos de Denver                  | Lennie Friedman (en)   | Centre           | Blue Devils de Duke                     |

### Échanges du deuxième tour
PD = échanges pré-draft D= échanges pendant la draft
1. #34: Colts→ Panthers (PD). Indianapolis échange son deuxième choix (#34 - Chris Terry) à Carolina en échange du cornerback Tyrone Poole[13].
2. #36: Rams → Colts (PD). St. Louis échange ses sélections de deuxième et cinquième tour (#36 - Mike Peterson et #138 - Brad Scioli) à Indianapolis en échange du running back Marshall Faulk[14].
3. #37: Bears → Redskins (D). Chicago échange sa sélection de deuxième tour (#37 - Jon Jansen) contre des sélections de Washington du deuxième et cinquième tour (#40 - Tony Bryant et #144 - Khari Samuel)[15].
4. #39: Lions → Dolphins (D). voir #27: Dolphins → Lions[10].
5. #40: échanges multiples: #40: Redskins → Bears (D). voir #37: Bears → Redskins[15]. #40: Bears → Raiders (D). Chicago échange ses sélections de deuxième et quatrième tours (#40 - Tony Bryant et #102 - Dameane Douglas) contre des sélections de deuxième, troisième et quatrième tours d’Oakland (#48 - Russell Davis, #78 - Marty Booker et #111 - Rosevelt Colvin)[15].
6. #41: Saints → Rams (PD). La Nouvelle-Orléans échange sa sélection de deuxième tour (#41 - Dré Bly) contre le wide receiver Eddie Kennison de Saint-Louis[16].
7. #42: Ravens → Falcons (D). Baltimore échange sa sélection de second tour (#42 - Reggie Kelly) contre la sélection de premier tour en 2000 d'Atlanta (#5 - Jamal Lewis)[17].
8. #43: Chiefs → Dolphins (D). Kansas City échange sa sélection de deuxième tour (#43 - Rob Konrad) contre des sélections de deuxième et troisième tour de Miami (#54 Mike Cloud - et #84 - Larry Atkins), ainsi que de sa sélection de sixième tour en 2000 (#188 - Darnell Alford)[18].
9. #44: Steelers → Vikings (D). Pittsburgh échange sa sélection de deuxième tour (#44 - Jimmy Kleinsasser) contre des sélections de deuxième, troisième et cinquième tours du Minnesota (#59 - Scott Shields, #73 - Joey Porter et #163 - Craig Heimburger)[19].
10. #46: Titans→ Patriots (D). Le Tennessee échange son choix de deuxième tour (#46 - Kevin Faulk) contre des sélections des deuxième et quatrième tours de la Nouvelle-Angleterre (#52 - John Thornton et #117 - Donald Mitchell)[20].
11. #47: Seahawks → Packers (PD). Green Bay reçoit la sélection de deuxième tour de Seattle (#47 - Fred Vinson) en compensation de la nomination de l’entraîneur-chef Mike Holmgren en 1999[21].
12. #48: Raiders → Bears (D). voir #40: Bears → Raiders[15].
13. #52: Patriots → Titans (D). voir #46: Titans → Patriots[20].
14. #54: Dolphins → Chiefs (D). voir #43: Chiefs → Dolphins[18].
15. #58: 49ers → Broncos (PD). San Francisco échange sa sélection de deuxième tour (#58 - Montae Reagor) avec Denver pour le offensive tackle Jamie Brown en 1998[22].
16. #59: Vikings → Steelers (D). voir #44: Steelers → Vikings[19].
17. #60: Falcons → Chargers (PD). Atlanta échange sa sélection de deuxième tour (#60 - Jermaine Fazande) avec San Diego en échange du wide receiver Tony Martin[23].

### Troisième tour
| Choix | Équipe                             | Joueur                  | Postes           | Université                              |
| ----- | ---------------------------------- | ----------------------- | ---------------- | --------------------------------------- |
| 62    | Browns de Cleveland                | Daylon McCutcheon (en)  | Cornerback       | Trojans de l'USC                        |
| 63    | Colts d'Indianapolis               | Brandon Burlsworth      | Offensive guard  | Razorbacks de l'Arkansas                |
| 64    | Eagles de Philadelphie             | Doug Brzezinski (en)    | Offensive guard  | Eagles de Boston College                |
| 65    | Bengals de Cincinnati              | Cory Hall (en)          | Free safety      | Bulldogs de Fresno State                |
| 66    | Bears de Chicago                   | Rex Tucker              | Offensive tackle | Aggies de Texas A&M                     |
| 67    | Broncos de Denver                  | Chris Watson (en)       | Cornerback       | Panthers d'Eastern Illinois (en)        |
| 68    | Rams de Saint-Louis                | Rich Coady (en)         | Defensive back   | Aggies de Texas A&M                     |
| 69    | San Diego Chargers                 | Steve Heiden (en)       | Tight end        | Jackrabbits de South Dakota State       |
| 70    | Lions de Détroit                   | Jared DeVries (en)      | Defensive end    | Hawkeyes de l'Iowa                      |
| 71    | Bears de Chicago                   | D'Wayne Bates (en)      | Wide receiver    | Wildcats de Northwestern                |
| 72    | Dolphins de Miami                  | Grey Ruegamer (en)      | Centre           | Sun Devils d'Arizona State              |
| 73    | Steelers de Pittsburgh             | Joey Porter †           | Linebacker       | Rams de Colorado State                  |
| 74    | Steelers de Pittsburgh             | Kris Farris             | Offensive tackle | Bruins de l'UCLA                        |
| 75    | Chiefs de Kansas City              | Gary Stills (en) †      | Linebacker       | Mountaineers de la Virginie-Occidentale |
| 76°   | Browns de Cleveland                | Marquis Smith (en)      | Defensive back   | Golden Bears de la Californie           |
| 77    | Seahawks de Seattle                | Brock Huard (en)        | Quarterback      | Huskies de Washington                   |
| 78    | Bears de Chicago                   | Marty Booker †          | Wide receiver    | Warhawks de Louisiana-Monroe            |
| 79    | Giants de New York                 | Dan Campbell            | Tight end        | Aggies de Texas A&M                     |
| 80    | Buccaneers de Tampa Bay            | Martin Gramatica (en) † | Kicker           | Wildcats de Kansas State                |
| 81    | Titans du Tennessee                | Zach Piller (en)        | Offensive tackle | Gators de la Floride                    |
| 82    | Seahawks de Seattle                | Karsten Bailey (en)     | Wide receiver    | Tigers d'Auburn                         |
| 83    | Cardinals de l'Arizona             | Tom Burke (en)          | Defensive tackle | Badgers du Wisconsin                    |
| 84    | Chiefs de Kansas City              | Larry Atkins (en)       | Defensive back   | Bruins de l'UCLA                        |
| 85    | Cowboys de Dallas                  | Dat Nguyen (en)         | Linebacker       | Aggies de Texas A&M                     |
| 86    | Bills de Buffalo                   | Shawn Bryson (en)       | Running back     | Volunteers du Tennessee                 |
| 87    | Packers de Green Bay               | Mike McKenzie (en)      | Cornerback       | Tigers de Memphis                       |
| 88    | Jaguars de Jacksonville            | Anthony Cesario (en)    | Offensive guard  | Rams de Colorado State                  |
| 89    | 49ers de San Francisco             | Chike Okeafor (en)      | Linebacker       | Boilermakers de Purdue                  |
| 90    | Jets de New York                   | David Loverne (en)      | Offensive guard  | Spartans de San Jose State              |
| 91    | Patriots de la Nouvelle-Angleterre | Tony George (en)        | Defensive back   | Gators de la Floride                    |
| 92    | Falcons d'Atlanta                  | Jeff Paulk (en)         | Running back     | Sun Devils d'Arizona State              |
| 93    | Broncos de Denver                  | Travis McGriff (en)     | Wide receiver    | Gators de la Floride                    |
| 94*   | Packers de Green Bay               | Cletidus Hunt (en)      | Defensive end    | Thorobreds de Kentucky State (en)       |
| 95*   | Steelers de Pittsburgh             | Amos Zereoue (en)       | Running back     | Mountaineers de la Virginie-Occidentale |

### Échanges du troisième tour
PD = échanges pré-draft D= échanges pendant la draft
1. #67: Panthers → Broncos (PD). Carolina échange sa sélection de troisième tour (#67 - Chris Watson), ainsi que sa sélection de quatrième tour en 2000 (#112 - Cooper Carlisle), contre le quarterback Jeff Lewis de Denver[24].
2. #70: échanges multiples. #70: Lions → Dolphins (D). voir #27: Dolphins → Lions[10]. #70: Dolphins → Lions (D). Miami échange sa sélection du troisième tour (#70 - Jared DeVries) avec Détroit en échange des sélections des troisième et septième tours de Détroit (#72 - Grey Ruegamer et #232 - Jermaine Haley) de Detroit[18].
3. #71: échanges multiples. #71: Saints → Redskins (D). voir #5: Redskins→ Saints[3]. #71: Redskins → Bears (D). voir #7: Bears → Redskins[6].
4. #72: échanges multiples. #72: Ravens → Buccaneers (PD). Baltimore échange sa sélection de troisième tour (#72 - Grey Ruegamer) avec Tampa Bay en échange du running back Errict Rhett[25]. # 72: Buccaneers → Ravens (PD). Tampa Bay échange sa sélection de troisième tour (#72 - Grey Ruegamer) avec Baltimore en échange de la sélection de quatrième tour de Baltimore en 1998 (#104 - Todd Washington)[26]. #72: Ravens → Lions (PD). Baltimore échange sa sélection de troisième tour (#72 - Grey Ruegamer) ainsi que sa sélection de cinquième tour en 2000 (#150 - John Milem) avec Détroit en échange du quarterback Scott Mitchell[27]. #72: Lions → Dolphins (D). voir l#70: Dolphins → Lions[18].
5. #73: échanges multiples: #73: Redskins → Vikings (PD). voir #11: Redskins → Vikings[8]. #73: Vikings → Steelers (D). #44: Steelers → Vikings[19].
6. #78: Raiders → Bears (D). voir #40: Bears → Raiders[15].
7. #82: Patriots → Seahawks (D). voir #17: Seahawks → Patriots[9].
8. #84: Dolphins → Chiefs (D). voir #43: Chiefs → Dolphins[18].
9. #91: Vikings → Patriots (PD). Le Minnesota échange sa sélection du troisième tour (#91 - Tony George) avec la Nouvelle-Angleterre en échange du cornerback Jimmy Hitchcock[28].
10. Les sélections #94 et #95 sont des choix compensatoires offerts par la NFL pour des pertes d'agents libres (Packers et Steelers dans l'ordre)

### Quatrième tour
| Choix | Équipe                  | Joueur                | Postes           | Université                              |
| ----- | ----------------------- | --------------------- | ---------------- | --------------------------------------- |
| 96    | Colts d'Indianapolis    | Paul Miranda (en)     | Defensive back   | Knights de l'UCF                        |
| 97    | Eagles de Philadelphie  | John Welbourn (en)    | Offensive tackle | Golden Bears de Californie              |
| 98    | Bengals de Cincinnati   | Craig Yeast (en)      | Wide receiver    | Wildcats du Kentucky                    |
| 99    | 49ers de San Francisco  | Anthony Parker        | Defensive back   | Wildcats de Weber State                 |
| 100   | Panthers de la Caroline | Hannibal Navies (en)  | Linebacker       | Buffaloes du Colorado                   |
| 101   | Rams de Saint-Louis     | Joe Germaine (en)     | Quarterback      | Buckeyes d'Ohio State                   |
| 102   | Raiders d'Oakland       | Dameane Douglas (en)  | Wide receiver    | Golden Bears de Californie              |
| 103   | Lions de Détroit        | Sedrick Irvin (en)    | Running back     | Spartans de Michigan State              |
| 104   | San Diego Chargers      | Jason Perry (en)      | Defensive back   | Wolfpack de North Carolina State        |
| 105   | Ravens de Baltimore     | Brandon Stokley       | Wide receiver    | Ragin' Cajuns de Louisiane              |
| 106   | Bears de Chicago        | Warrick Holdman       | Linebacker       | Aggies de Texas A&M                     |
| 107   | Redskins de Washington  | Nate Stimson          | Linebacker       | Yellow Jackets de Georgia Tech          |
| 108   | Chiefs de Kansas City   | Larry Parker (en)     | Wide receiver    | Trojans de l'USC                        |
| 109   | Steelers de Pittsburgh  | Aaron Smith (en) †    | Defensive end    | Bears de Northern Colorado              |
| 110°  | 49ers de San Francisco  | Pierson Prioleau (en) | Defensive back   | Hokies de Virginia Tech                 |
| 111   | Bears de Chicago        | Rosevelt Colvin (en)  | Linebacker       | Boilermakers de Purdue                  |
| 112   | Giants de New York      | Sean Bennett (en)     | Running back     | Wildcats de Northwestern                |
| 113   | Buccaneers de Tampa Bay | Dexter Jackson        | Defensive back   | Seminoles de Florida State              |
| 114   | Titans du Tennessee     | Brad Ware             | Safety           | Tigers d'Auburn                         |
| 115   | Seahawks de Seattle     | Antonio Cochran (en)  | Defensive end    | Bulldogs de la Géorgie                  |
| 116   | Cardinals de l'Arizona  | Joel Makovicka (en)   | Fullback         | Cornhuskers du Nebraska                 |
| 117   | Titans du Tennessee     | Donald Mitchell (en)  | Defensive back   | Mustangs de SMU                         |
| 118   | Cowboys de Dallas       | Wane McGarity (en)    | Wide receiver    | Longhorns du Texas                      |
| 119   | Bills de Buffalo        | Keith Newman (en)     | Linebacker       | Tar Heels de la Caroline du Nord        |
| 120   | Vikings du Minnesota    | Kenny Wright (en)     | Cornerback       | Demons de Northwestern State            |
| 121   | Jaguars de Jacksonville | Kevin Landolt (en)    | Defensive tackle | Mountaineers de la Virginie-Occidentale |
| 122   | Bills de Buffalo        | Bobby Collins (en)    | Tight end        | Lions de North Alabama                  |
| 123   | Jets de New York        | Jason Wiltz (en)      | Defensive tackle | Cornhuskers du Nebraska                 |
| 124   | Browns de Cleveland     | Wali Rainer (en)      | Linebacker       | Cavaliers de la Virginie                |
| 125   | Vikings du Minnesota    | Jay Humphrey          | Offensive tackle | Longhorns du Texas                      |
| 126   | Falcons d'Atlanta       | Johndale Carty (en)   | Defensive back   | Aggies d'Utah State                     |
| 127   | Broncos de Denver       | Olandis Gary (en)     | Running back     | Bulldogs de la Géorgie                  |
| 128*  | Eagles de Philadelphie  | Damon Moore (en)      | Strong safety    | Buckeyes d'Ohio State                   |
| 129*  | Ravens de Baltimore     | Edwin Mulitalo        | Offensive guard  | Wildcats de l'Arizona                   |
| 130*  | Eagles de Philadelphie  | Na Brown (en)         | Wide receiver    | Tar Heels de la Caroline du Nord        |
| 131*  | Packers de Green Bay    | Aaron Brooks          | Quarterback      | Cavaliers de la Virginie                |
| 132*  | Cowboys de Dallas       | Peppi Zellner (en)    | Defensive end    | Wildcats de Fort Valley State           |
| 133*  | Packers de Green Bay    | Josh Bidwell (en) †   | Punter           | Ducks de l'Oregon                       |

### Échanges du quatrième tour
PD = échanges pré-draft D= échanges pendant la draft
1. #96: échanges multiples: #96: Browns → 49ers (PD). Cleveland échange ses sélections de quatrième et cinquième rounds (#96 - Paul Miranda et #134 - Cecil Collins) avec San Francisco en échange de la sélection de quatrième tour de San Francisco (#124 -) et du quarterback Ty Detmer[29]. #96: 49ers → Colts (D). San Francisco échange son choix de quatrième tour (#96 - Paul Miranda) avec Indianapolis en échange des sélections d'Indianapolis du quatrième et sixième tours (#99 - Anthony Parker et #171 - Tai Streets)[30].
2. #99: Colts → 49ers (D). voir #96: 49ers → Colts[30].
3. #102: Bears → Raiders (D). voir #40: Bears → Raiders[15].
4. #106: Redskins → Bears (D). voir #7: Bears → Redskins[6].
5. #107: Saints → Redskins (D). voir #5: Redskins → Saints[3].
6. #110: Browns → 49ers (D). Cleveland échange sa sélection du quatrième tour (#110 - Pierson Prioleau) avec San Francisco en échange du fullback Marc Edwards[31].
7. #111: Raiders → Bears (D). voir #40: Bears → Raiders[15].
8. #117: Patriots → Titans (D). voir le numéro 46: Tennessee → New England[20].
9. #120: Dolphins → Vikings (PD). Miami échange sa sélection de quatrième tour (#120 - Kenny Wright) avec Minnesota en guise de compensation pour la signature d'un l’agent libre restreint, le tight end Hunter Goodwin[32].
10. #122: Packers → Bills (PD). Green Bay échange sa sélection de quatrième tour (#122 - Bobby Collins) avec les Bills de Buffalo en échange du running back Darick Holmes en 1998[33].
11. #124: 49ers → Browns (PD). voir #96: Browns → 49ers[29].
12. Les sélections #128 à #133 sont des choix compensatoires offerts par la NFL pour des pertes d'agents libres (Eagles, Ravens, Eagles, Packers, Cowboys et Packers dans l'ordre).

### Cinquième tour
| Choix | Équipe                             | Joueur                 | Postes           | Université                       |
| ----- | ---------------------------------- | ---------------------- | ---------------- | -------------------------------- |
| 134   | Dolphins de Miami                  | Cecil Collins (en)     | Running back     | Cowboys de McNeese State (en)    |
| 135   | Bengals de Cincinnati              | Nick Luchey (en)       | Fullback         | Hurricanes de Miami              |
| 136   | Steelers de Pittsburgh             | Jerame Tuman (en)      | Tight end        | Wolverines du Michigan           |
| 137   | Lions de Détroit                   | Tyree Talton (en)      | Defensive back   | Panthers de Northern Iowa        |
| 138   | Colts d'Indianapolis               | Brad Scioli (en)       | Defensive end    | Nittany Lions de Penn State      |
| 139   | San Diego Chargers                 | Adrian Dingle (en)     | Defensive end    | Tigers de Clemson                |
| 140   | Seahawks de Seattle                | Floyd Wedderburn (en)  | Offensive tackle | Nittany Lions de Penn State      |
| 141   | San Diego Chargers                 | Reggie Nelson          | Offensive guard  | Cowboys de McNeese State         |
| 142   | Dolphins de Miami                  | Bryan Jones            | Linebacker       | Beavers d'Oregon State           |
| 143   | Bears de Chicago                   | Jerry Wisne (en)       | Offensive guard  | Fighting Irish de Notre Dame     |
| 144   | Bears de Chicago                   | Khari Samuel (en)      | Linebacker       | Minutemen d'UMass                |
| 145   | Rams de Saint-Louis                | Cameron Spikes (en)    | Offensive guard  | Aggies de Texas A&M              |
| 146   | Raiders d'Oakland                  | Eric Barton (en)       | Linebacker       | Terrapins du Maryland            |
| 147   | Bears de Chicago                   | Jerry Azumah (en) †    | Defensive back   | Wildcats du New Hampshire        |
| 148°  | Browns de Cleveland                | Darrin Chiaverini (en) | Wide receiver    | Buffaloes du Colorado            |
| 149   | Giants de New York                 | Mike Rosenthal (en)    | Offensive guard  | Fighting Irish de Notre Dame     |
| 150   | Buccaneers de Tampa Bay            | John McLaughlin        | Linebacker       | Golden Bears de Californie       |
| 151   | Titans du Tennessee                | Kevin Daft (en)        | Quarterback      | Aggies de l'UC Davis             |
| 152   | Seahawks de Seattle                | Charlie Rogers         | Wide receiver    | Yellow Jackets de Georgia Tech   |
| 153   | Raiders d'Oakland                  | Rod Coleman (en) †     | Defensive tackle | Pirates d'East Carolina          |
| 154   | Patriots de la Nouvelle-Angleterre | Derrick Fletcher (en)  | Offensive tackle | Bears de Baylor                  |
| 155   | Cardinals de l'Arizona             | Paris Johnson          | Defensive back   | Redhawks de Miami                |
| 156   | Bills de Buffalo                   | Jay Foreman (en)       | Linebacker       | Cornhuskers du Nebraska          |
| 157   | 49ers de San Francisco             | Terry Jackson (en)     | Running back     | Gators de la Floride             |
| 158   | Broncos de Denver                  | David Bowens (en)      | Linebacker       | Leathernecks de Western Illinois |
| 159   | Packers de Green Bay               | De'Mond Parker (en)    | Running back     | Sooners de l'Oklahoma            |
| 160   | Jaguars de Jacksonville            | Jason Craft (en)       | Defensive back   | Rams de Colorado State           |
| 161   | 49ers de San Francisco             | Tyrone Hopson (en)     | Offensive guard  | Colonels d'Eastern Kentucky (en) |
| 162   | Jets de New York                   | Jermaine Jones (en)    | Defensive back   | Demons de Northwestern State     |
| 163   | Packers de Green Bay               | Craig Heimburger (en)  | Centre           | Tigers du Missouri               |
| 164   | Falcons d'Atlanta                  | Eugene Baker (en)      | Wide receiver    | Golden Flashes de Kent State     |
| 165   | Redskins de Washington             | Derek G. Smith         | Offensive guard  | Hokies de Virginia Tech          |
| 166*  | Steelers de Pittsburgh             | Malcolm Johnson (en)   | Wide receiver    | Fighting Irish de Notre Dame     |
| 167*  | Broncos de Denver                  | Darwin Brown (en)      | Defensive back   | Red Raiders de Texas Tech        |
| 168*  | Cardinals de l'Arizona             | Yusuf Scott (en)       | Offensive guard  | Wildcats de l'Arizona            |
| 169*  | Vikings du Minnesota               | Chris Jones            | Linebacker       | Tigers de Clemson                |

### Échanges du cinquième tour
PD = échanges pré-draft D= échanges pendant la draft
1. #134: échanges multiples: #134: Browns → 49ers (PD). voir #96: Browns → 49ers[29]. #134: 49ers → Dolphins (D). voir #24: Dolphins → 49ers[11].
2. #136: Cotls → Steelers (PD). Indianapolis échange sa sélection du cinquième tour (#136 - Jerame Tuman) avec Pittsburgh en échange du linebacker Steve Conley en 1998[34].
3. #137: Eagles → Lions (D). Philadelphie échange sa sélection du cinquième tour (#137 - Tyree Talton) avec Detroit en échange de la sélection du quatrième tour de Detroit en 2000 (#111 - Trevor Gaylor)[10].
4. #138: Rams → Colts (PD). voir #36: Rams → Colts[14].
5. #139: Bears → Chargers (PD). Chicago échange sa sélection du cinquième tour (#139 - Adrian Dingle) avec San Diego en échange du tacle défensif Shawn Lee en 1998[35].
6. #140: échanges multiples: #140: Panthers → Cowboys (PD). Carolina échange sa sélection du cinquième tour (#140 - Floyd Wedderburn) avec Dallas en compensation de la signature du wide receiver agent libre restreint Patrick Jeffers en 1999[36]. #140: Cowboys → Seahawks (D). voir #20: Seahawks → Cowboys[10].
7. #142: Lions → Dolphins (D). voir #27: Dolphins → Lions[10].
8. #143: Redskins → Bears (D). voir le numéro 7: Bears → Redskins[6].
9. #144: échanges multiples: #144: Saints → Redskins (D). voir #5: Redskins → Saints[3]. #144: Redskins → Bears (D). voir #37: Bears → Redskins[15].
10. #145: Ravens → Rams (D). Baltimore échange sa sélection de cinquième tour (#145 - Cameron Spikes), ainsi que sa sélection de septième tour en 2000 (#225 - Rashidi Barnes), avec Saint-Louis en échange du quarterback Tony Banks[37].
11. #146: Steelers → Raiders (D). Pittsburgh échange ses deux sélections de cinquième tour (#146 - Eric Barton et #163 - Craig Heimburger) avec Oakland en échange de la sélection de troisième tour d'Oakland en 2000 (#77 - Hank Poteat)[10].
12. #147: Chiefs → Bears (PD). Kansas City échange sa sélection du cinquième tour (#147 - Jerry Azumah) avec Chicago en échange du running back Bam Morris en 1998[38].
13. #157: Dolphins → 49ers (PD). Miami échange sa sélection du cinquième tour (#157 - Terry Jackson) avec San Francisco en échange du garde offensif Kevin Gogan[39].
14. #158: Cowboys → Broncos (PD). Dallas échange sa sélection du cinquième tour (#158 - David Bowens) avec Denver en échange du tight end Kendell Watkins en 1998[40].
15. #163: échanges multiples: #163: Vikings → Steelers (D). voir #44: Steelers → Vikings[19]. #163: Steelers → Raiders (D). voir #146: Steelers → Raiders[10]. #163: Raiders → Packers (D). Oakland échange sa sélection du cinquième tour (#163 - Craig Heimburger) avec Green Bay en échange de la sélection du sixième tour de Green Bay (#188 - Daren Yancey)[10].
16. #165: Broncos → Redskins (D). Denver échange sa sélection du cinquième tour (#165 - Derek G. Smith) avec Washington en échange des sélections des sixième et septième tours de Washington (#179 - Desmond Clark et #218 - Billy Miller)[10].
17. Les sélections #166 à #169 sont des choix compensatoires offerts par la NFL pour des pertes d'agents libres (Steelers, Broncos, Cardinals et Vikings dans l'ordre).

### Sixième tour
| Choix | Équipe                             | Joueur                 | Postes           | Université                    |
| ----- | ---------------------------------- | ---------------------- | ---------------- | ----------------------------- |
| 170   | Seahawks de Seattle                | Steve Johnson          | Cornerback       | Volunteers du Tennessee       |
| 171   | 49ers de San Francisco             | Tai Streets (en)       | Wide receiver    | Wolverines du Michigan        |
| 172   | Eagles de Philadelphie             | Cecil Martin (en)      | Fullback         | Badgers du Wisconsin          |
| 173   | Bengals de Cincinnati              | Kelly Gregg (en)       | Defensive tackle | Sooners de l'Oklahoma         |
| 174   | Browns de Cleveland                | Marcus Spriggs (en)    | Defensive tackle | Trojans de Troy               |
| 175   | Panthers de la Caroline            | Robert Daniel          | Defensive end    | Demons de Northwestern State  |
| 176   | Rams de Saint-Louis                | Lionel Barnes (en)     | Defensive tackle | Warhawks de Louisiana-Monroe  |
| 177   | Lions de Détroit                   | Clint Kriewaldt (en)   | Linebacker       | Pointers de UW-Stevens Point  |
| 178   | San Diego Chargers                 | Tyrone Bell (en)       | Cornerback       | Lions de North Alabama        |
| 179   | Broncos de Denver                  | Desmond Clark (en) †   | Tight end        | Demon Deacons de Wake Forest  |
| 180   | Patriots de la Nouvelle-Angleterre | Marcus Washington      | Safety           | Buffaloes du Colorado         |
| 181   | Redskins de Washington             | Jeff Hall (en)         | Kicker           | Volunteers du Tennessee       |
| 182   | Jaguars de Jacksonville            | Emarlos Leroy          | Defensive tackle | Bulldogs de la Géorgie        |
| 183   | Jets de New York                   | Marc Megna (en)        | Linebacker       | Spiders de Richmond           |
| 184°  | Bears de Chicago                   | Rashard Cook (en)      | Defensive back   | Trojans d'USC                 |
| 185   | Vikings du Minnesota               | Talance Sawyer (en)    | Defensive end    | Rebels de l'UNLV              |
| 186   | Titans du Tennessee                | Darran Hall            | Wide receiver    | Rams de Colorado State        |
| 187   | Browns de Cleveland                | Kendall Ogle (en)      | Linebacker       | Terrapins du Maryland         |
| 188   | Raiders d'Oakland                  | Daren Yancey           | Defensive tackle | Cougars de BYU                |
| 189   | Giants de New York                 | Lyle West (en)         | Defensive back   | Spartans de San Jose State    |
| 190   | Cardinals de l'Arizona             | Coby Rhinehart (en)    | Defensive back   | Mustangs de SMU               |
| 191   | Browns de Cleveland                | James Dearth (en)      | Tight end        | Texans de Tarleton State (en) |
| 192   | Dolphins de Miami                  | Brent Bartholomew (en) | Punter           | Buckeyes d'Ohio State         |
| 193   | Cowboys de Dallas                  | MarTay Jenkins (en)    | Wide receiver    | Mavericks d'Omaha             |
| 194   | Bills de Buffalo                   | Armon Hatcher          | Defensive back   | Beavers d'Oregon State        |
| 195   | Buccaneers de Tampa Bay            | Lamarr Glenn           | Fullback         | Seminoles de Florida State    |
| 196   | Packers de Green Bay               | Dee Miller             | Wide receiver    | Buckeyes d'Ohio State         |
| 197   | Jets de New York                   | J.P. Machado (en)      | Offensive guard  | Fighting Illini de l'Illinois |
| 198   | Falcons d'Atlanta                  | Jeff Kelly (en)        | Linebacker       | Wildcats de Kansas State      |
| 199   | Vikings du Minnesota               | Antico Dalton (en)     | Linebacker       | Pirates de Hampton            |
| 200   | Falcons d'Atlanta                  | Eric Thigpen           | Safety           | Hawkeyes de l'Iowa            |
| 201   | Eagles de Philadelphie             | Troy Smith (en)        | Wide receiver    | Pirates d'East Carolina       |
| 202*  | Cardinals de l'Arizona             | Melvin Bradley         | Linebacker       | Razorbacks de l'Arkansas      |
| 203*  | Packers de Green Bay               | Scott Curry (en)       | Offensive tackle | Grizzlies du Montana          |
| 204*  | Broncos de Denver                  | Chad Plummer (en)      | Wide receiver    | Bearcats de Cincinnati        |
| 205*  | Giants de New York                 | Andre Weathers (en)    | Defensive back   | Wolverines du Michigan        |
| 206*  | Cardinals de l'Arizona             | Dennis McKinley (en)   | Fullback         | Bulldogs de Mississippi State |

### Échanges du sixième tour
PD = échanges pré-draft D= échanges pendant la draft
1. #170: Browns → Seahawks (D). Cleveland échange sa sélection du sixième tour (#170 - Steve Johnson) avec Seattle en échange de deux sélections du sixième tour (#187 Kendall Ogle - et #191 - James Dearth)[41].
2. #171: Colts → 49ers (D). voir le numéro 96: 49ers → Colts[30].
3. #174: Bears → Browns (D). Chicago échange sa sélection du sixième tour (#174 - Marcus Spriggs) avec Cleveland en échange des sélections des sixième et septième tours de Cleveland (#184 Rashard Cook - et #207 - Madre Hill)[41].
4. #179: échanges multiples: #179: Saints → Redskins (D). voir le numéro 5: Redskins → Saints[3]. #179: Redskins → Broncos (D). voir le numéro 165: Broncos → Redskins[10].
5. #180: Ravens → Patriots (PD). Baltimore échange sa sélection du sixième tour (#180 - Marcus Washington) avec la Nouvelle-Angleterre en échange du tight end Lovett Purnell en 1999[42].
6. #182: échanges multiples: #182: Chiefs → Buccaneers (PD). Kansas City échange son choix de sixième tour (#182 - Emarlos Leroy) avec Tampa Bay en échange du safety Melvin Johnson en 1998[43]. #182: Buccaneers → Jaguars (D). Tampa Bay échange son choix de sixième tour (#182 - Emarlos Leroy) avec Jacksonville en échange des sélections de sixième et septième tours de Jacksonville (#195 - Lamarr Glenn et #233 - Autry Denson)[44].
7. #183: Steelers → Jets (PD). Pittsburgh échange sa sélection de sixième tour (#183 - Marc Megna) avec les NY Jets en échange du wide receiver Alex Van Dyke[45].
8. #184: Browns → Bears (D). voir le numéro 174: Bears → Browns[41].
9. #185: échanges multiples: #185: Buccaneers → Ravens (D). Tampa Bay échange sa sélection du sixième tour (#185 - Talance Sawyer) avec Baltimore en échange du quarterback Eric Zeier[46]. #185: Ravens → Vikings (D). Baltimore échange sa sélection du sixième tour (#185 - Talance Sawyer) avec Minnesota en échange de l'offensive guard Everett Lindsay[47].
10. #187: Seahawks → Browns (D). voir #170: Browns → Seahawks[41].
11. #188: échanges multiples: #188: Raiders → Packers (PD). Oakland échange sa sélection du sixième tour (#188 - Daren Yancey), ainsi que sa sélection du sixième tour en 1998 (#156 - Scott McGarrahan) avec Green Bay en échange de la sélection du cinquième tour (#152 - Travian Smith) des Packers en 1998[48]. #188: Packers → Raiders (D). voir #163: Raiders → Packers[10].
12. #191: échanges multiples: #191: Patriots → Seahawks (D). voir #17: Seahawks → Patriots[9]. #191: Seahawks → Browns (D). voir #170: Browns → Seahawks[41].
13. #195: Jaguars → Buccaneers (D). voir #182: Buccaneers → Jaguars[44].
14. #198: 49ers → Falcons (PD). San Francisco échange sa sélection du sixième tour (#198 - Jeff Kelly) avec Atlanta en échange de la sélection du septième tour d’Atlanta en 1998 (#215 - Ryan Thelwell)[49].
15. #201: Broncos → Eagles (PD). Denver échange sa sélection du sixième tour (#201 - Troy Smith) avec Philadelphie en échange de la sélection du septième tour de Philadelphie en 1998 (#200 - Trey Teague)[50].
16. Les sélections #202 à #206 sont des choix compensatoires offerts par la NFL pour des pertes d'agents libres (Cardinals, Packers, Broncos, Giants et Cardinals dans l'ordre).

### Septième tour
| Choix | Équipe                             | Joueur                  | Postes           | Université                                |
| ----- | ---------------------------------- | ----------------------- | ---------------- | ----------------------------------------- |
| 207   | Browns de Cleveland                | Madre Hill (en)         | Running back     | Razorbacks de l'Arkansas                  |
| 208   | Eagles de Philadelphie             | Jed Weaver (en)         | Tight end        | Ducks de l'Oregon                         |
| 209   | Bengals de Cincinnati              | Tony Coats              | Offensive guard  | Huskies de Washington                     |
| 210   | Colts d'Indianapolis               | Hunter Smith (en)       | Punter           | Fighting Irish de Notre Dame              |
| 211   | Panthers de la Caroline            | Tony Booth              | Defensive back   | Dukes de James Madison                    |
| 212   | Packers de Green Bay               | Chris Akins (en)        | Defensive back   | Golden Lions d'Arkansas–Pine Bluff (en)   |
| 213   | Packers de Green Bay               | Donald Driver †         | Wide receiver    | Braves d'Alcorn State                     |
| 214   | Steelers de Pittsburgh             | Antonio Dingle (en)     | Defensive tackle | Cavaliers de la Virginie                  |
| 215   | Lions de Détroit                   | Mike Pringley           | Defensive end    | Tar Heels de la Caroline du Nord          |
| 216   | Ravens de Baltimore                | Anthony Poindexter (en) | Defensive back   | Cavaliers de la Virginie                  |
| 217   | Redskins de Washington             | Tim Alexander           | Wide receiver    | Beavers d'Oregon State                    |
| 218   | Broncos de Denver                  | Billy Miller (en)       | Wide receiver    | Trojans de l'USC                          |
| 219   | Steelers de Pittsburgh             | Chad Kelsay (en)        | Linebacker       | Cornhuskers du Nebraska                   |
| 220   | Chiefs de Kansas City              | Eric King               | Offensive guard  | Richmond                                  |
| 221°  | Bears de Chicago                   | Sulecio Sanford         | Wide receiver    | Blue Raiders de Middle Tennessee          |
| 222   | Titans du Tennessee                | Phil Glover (en)        | Linebacker       | Utes de l'Utah                            |
| 223   | Jets de New York                   | Ryan Young              | Offensive tackle | Wildcats de Kansas State                  |
| 224   | Raiders d'Oakland                  | JoJuan Armour (en)      | Linebacker       | Redhawks de Miami (Ohio)                  |
| 225   | Giants de New York                 | Ryan Hale (en)          | Defensive tackle | Razorbacks de l'Arkansas                  |
| 226   | Buccaneers de Tampa Bay            | Robert Hunt (en)        | Offensive guard  | Cavaliers de la Virginie                  |
| 227   | Patriots de la Nouvelle-Angleterre | Michael Bishop (en)     | Quarterback      | Wildcats de Kansas State                  |
| 228   | Steelers de Pittsburgh             | Kris Brown (en)         | Kicker           | Cornhuskers du Nebraska                   |
| 229   | Cowboys de Dallas                  | Mike Lucky (en)         | Tight end        | Wildcats de l'Arizona                     |
| 230   | Bills de Buffalo                   | Sheldon Jackson (en)    | Tight end        | Cornhuskers du Nebraska                   |
| 231   | Giants de New York                 | O.J. Childress (en)     | Linebacker       | Tigers de Clemson                         |
| 232   | Dolphins de Miami                  | Jermaine Haley (en)     | Defensive tackle | Roadrunners de Butte                      |
| 233   | Buccaneers de Tampa Bay            | Autry Denson (en)       | Running back     | Fighting Irish de Notre Dame              |
| 234   | 49ers de San Francisco             | Kory Minor (en)         | Linebacker       | Fighting Irish de Notre Dame              |
| 235   | Jets de New York                   | J.J. Syvrud (en)        | Linebacker       | Jimmies de Jamestown                      |
| 236   | Vikings du Minnesota               | Noel Scarlett (en)      | Defensive tackle | Lions de Langston                         |
| 237   | Falcons d'Atlanta                  | Todd McClure (en)       | Centre           | Tigers de LSU                             |
| 238   | Broncos de Denver                  | Justin Swift (en)       | Tight end        | Wildcats de Kansas State                  |
| 239*  | Cardinals de l'Arizona             | Chris Greisen           | Quarterback      | Bearcats de Northwest Missouri State (en) |
| 240*  | Buccaneers de Tampa Bay            | Darnell McDonald (en)   | Wide receiver    | Wildcats de Kansas State                  |
| 241*  | Patriots de la Nouvelle-Angleterre | Sean Morey (en) †       | Wide receiver    | Bears de Brown                            |
| 242*  | Jaguars de Jacksonville            | Dee Moronkola           | Defensive back   | Cougars de Washington State               |
| 243*  | Cowboys de Dallas                  | Kelvin Garmon (en)      | Offensive guard  | Bears de Baylor                           |
| 244*  | Dolphins de Miami                  | Joe Wong (en)           | Offensive tackle | Cougars de BYU                            |
| 245*  | Bengals de Cincinnati              | Scott Covington (en)    | Quarterback      | Hurricanes de Miami                       |
| 246*  | Jaguars de Jacksonville            | Chris White             | Defensive end    | Jaguars de Southern (en)                  |
| 247*  | Falcons d'Atlanta                  | Rondel Menendez (en)    | Wide receiver    | Colonels d'Eastern Kentucky               |
| 248*  | Bills de Buffalo                   | Bryce Fisher (en)       | Defensive tackle | Falcons de l'Air Force                    |
| 249^  | Bengals de Cincinnati              | Donald Broomfield       | Defensive tackle | Tigers de Clemson                         |
| 250^  | Colts d'Indianapolis               | Corey Terry             | Defensive end    | Volunteers du Tennessee                   |
| 251^  | Eagles de Philadelphie             | Pernell Davis (en)      | Defensive tackle | Blazers de l'UAB                          |
| 252^  | Rams de Saint-Louis                | Rodney Williams (en)    | Punter           | Yellow Jackets de Georgia Tech            |
| 253°  | Bears de Chicago                   | Jim Finn                | Running back     | Quakers de Penn                           |

### Échanges du septième tour
PD = échanges pré-draft D= échanges pendant la draft
1. #207: échanges multiples: #207: Browns → Bears (D). voir #174: Bears → Browns[41]. #207: Bears → Browns (D). Chicago échange sa sélection du septième tour (#207 - Madre Hill) avec Cleveland en échange des deux sélections du septième tour de Cleveland (#221 - Sulecio Sanford et #253 - Jim Finn)[51].
2. #212: Rams → Packers (PD). St. Louis échange sa sélection de septième tour (#212 - Chris Akins) avec Green Bay en échange du quarterback Steve Bono en 1998[52].
3. #213: Bears → Packers (PD). Chicago échange sa sélection du septième tour (#213 - Donald Driver) avec Green Bay en échange du running back Glyn Milburn en 1998[53].
4. #214: Chargers → Steelers (PD). San Diego échange sa sélection du septième tour (#214 - Antonio Dingle) avec Pittsburgh en échange du running back Erric Pegram en 1997[54].
5. #218: échanges multiples: #218: Saints → Redskins (D). voir #5: Redskins → Saints[3]. #218: Redskins → Broncos (D). voir #165: Broncos → Redskins[10].
6. #221: Browns → Bears (D). voir #207: Bears → Browns[51].
7. #223: Seahawks → Jets (PD). Seattle échange sa sélection de septième tour (#223 - Ryan Young) avec les NY Jets en échange du quarterback Glenn Foley en 1999[55].
8. #228: Cardinals → Steelers (PD). Arizona échange sa sélection du septième tour (#228 - Kris Brown) avec Pittsburgh en échange du cornerback J. B. Brown en 1998[56].
9. #231: Dolphins → Giants (PD). Miami échange sa sélection du septième tour (#231 - O.J. Childress) avec les NY Giants en échange du running back Tyrone Wheatley en 1999[57].
10. #232: échanges multiples: #232: Packers → Lions (PD). Green Bay échange sa sélection de septième tour (#232 - Jermaine Haley) avec Detroit en échange du running back Glyn Milburn en 1998[58]. #232: Lions → Dolphins (D). voir #70: Dolphins → Lions[18].
11. #233: Jaguars → Buccaneers (D). voir #182: Buccaneers → Jaguars[44].
12. #253: Browns → Bears (D). voir #207: Bears → Browns[51].
13. Les choix #239 à #252 sont des choix compensatoires offerts par la NFL pour des pertes d'agents libres (Cardinals, Buccaneers, Patriots, Jaguars, Cowboys, Dolphins, Bengals, Jaguars, Bills, Bengals, Colts, Eagles et Rams dans l'ordre).

## Draft supplémentaire
Une draft supplémentaire a lieu à l’été de 1999. Pour chaque joueur sélectionné dans la draft supplémentaire, l’équipe perd son choix lors de ce tour lors de la draft de la saison suivante.
| Choix | Équipe                             | Joueur        | Postes     | Université                 |
| ----- | ---------------------------------- | ------------- | ---------- | -------------------------- |
| 4     | Patriots de la Nouvelle-Angleterre | J'Juan Cherry | Cornerback | Sun Devils d'Arizona State |

## Joueurs choisis par position
| Position         | Nb. |
| ---------------- | --- |
| Quarterback      | 13  |
| Running back     | 16  |
| Fullback         | 10  |
| Wide Receiver    | 30  |
| Tight end        | 12  |
| Tackle           | 19  |
| Guard            | 20  |
| Center           | 4   |
| Long snapper     | 1   |
| Defensive end    | 23  |
| Defensive tackle | 19  |
| Linebacker       | 32  |
| Cornerback       | 23  |
| Safety           | 24  |
| Kicker           | 3   |
| Punter           | 4   |

## Joueurs non-draftés
| Première équipe NFL                | Joueur                    | Poste            | Université                       |
| ---------------------------------- | ------------------------- | ---------------- | -------------------------------- |
| Falcons d'Atlanta                  | Brendon Ayanbadejo (en) † | Linebacker       | Bruins de l'UCLA                 |
| Falcons d'Atlanta                  | Cornell Green (en)        | Offensive tackle | Knights de l'UCF                 |
| Ravens de Baltimore                | Marques Douglas (en)      | Defensive end    | Bison de Howard                  |
| Ravens de Baltimore                | Anthony Mitchell (en)     | Safety           | Golden Tigers de Tuskegee (en)   |
| Panthers de la Caroline            | Jamar Nesbit (en)         | Offensive guard  | Gamecocks de la Caroline du Sud  |
| Bears de Chicago                   | Aaron Stecker (en)        | Running back     | Leathernecks de Western Illinois |
| Browns de Cleveland                | Mark Campbell (en)        | Tight end        | Wolverines du Michigan           |
| Browns de Cleveland                | Chris Hanson (en) †       | Punter           | Thundering Herd de Marshall      |
| Cowboys de Dallas                  | Duane Hawthorne (en)      | Cornerback       | Huskies de Northern Illinois     |
| Cowboys de Dallas                  | Ryan Neufeld (en)         | Fullback         | Bruins de l'UCLA                 |
| Cowboys de Dallas                  | Brian Waters (en) †       | Tight end        | Mean Green de North Texas        |
| Packers de Green Bay               | Zola Davis (en)           | Wide receiver    | Gamecocks de la Caroline du Sud  |
| Packers de Green Bay               | Tod McBride (en)          | Cornerback       | Bruins de l'UCLA                 |
| Packers de Green Bay               | Basil Mitchell (en)       | Running back     | Horned Frogs de TCU              |
| Vikings du Minnesota               | Cory Withrow (en)         | Centre           | Cougars de Washington State      |
| Patriots de la Nouvelle-Angleterre | Corey Ivy (en)            | Cornerback       | Sooners de l'Oklahoma            |
| Saints de La Nouvelle-Orléans      | Donnie Spragan (en)       | Linebacker       | Cardinal de Stanford             |
| Jets de New York                   | Jermaine Wiggins (en)     | Tight end        | Bulldogs de la Géorgie           |
| Raiders d'Oakland                  | Barry Sims (en)           | Offensive tackle | Utes de l'Utah                   |
| Steelers de Pittsburgh             | Mike Schneck (en) †       | Long snapper     | Badgers du Wisconsin             |
| Chargers de San Diego              | Fakhir Brown (en)         | Cornerback       | Tigers de Grambling State (en)   |
| 49ers de San Francisco             | Kelly Herndon (en)        | Cornerback       | Rockets de Toledo                |
| 49ers de San Francisco             | Joe Zelenka (en)          | Long snapper     | Demon Deacons de Wake Forest     |
| Seahawks de Seattle                | Brian Moorman (en) †      | Punter           | Gorillas de Pittsburg State      |
| Buccaneers de Tampa Bay            | Bobbie Howard (en)        | Linebacker       | Fighting Irish de Notre Dame     |
| Buccaneers de Tampa Bay            | Lemar Marshall (en)       | Linebacker       | Spartans de Michigan State       |